# Microtatorchis laxa
Microtatorchis laxa är en orkidéart som beskrevs av Rudolf Schlechter. Microtatorchis laxa ingår i släktet Microtatorchis och familjen orkidéer. Inga underarter finns listade i Catalogue of Life.